# "Sinopliosaurus" fusuiensis
'"Sinopliosaurus" fusuiensis es un dinosaurio terópodo espinosáurido del Cretácico Inferior del sur de China, conocido únicamente a partir de dientes. Que fue en principio asignado al plesiosaurio Sinopliosaurus. Los dientes provienen de un animal similar a Siamosaurus.

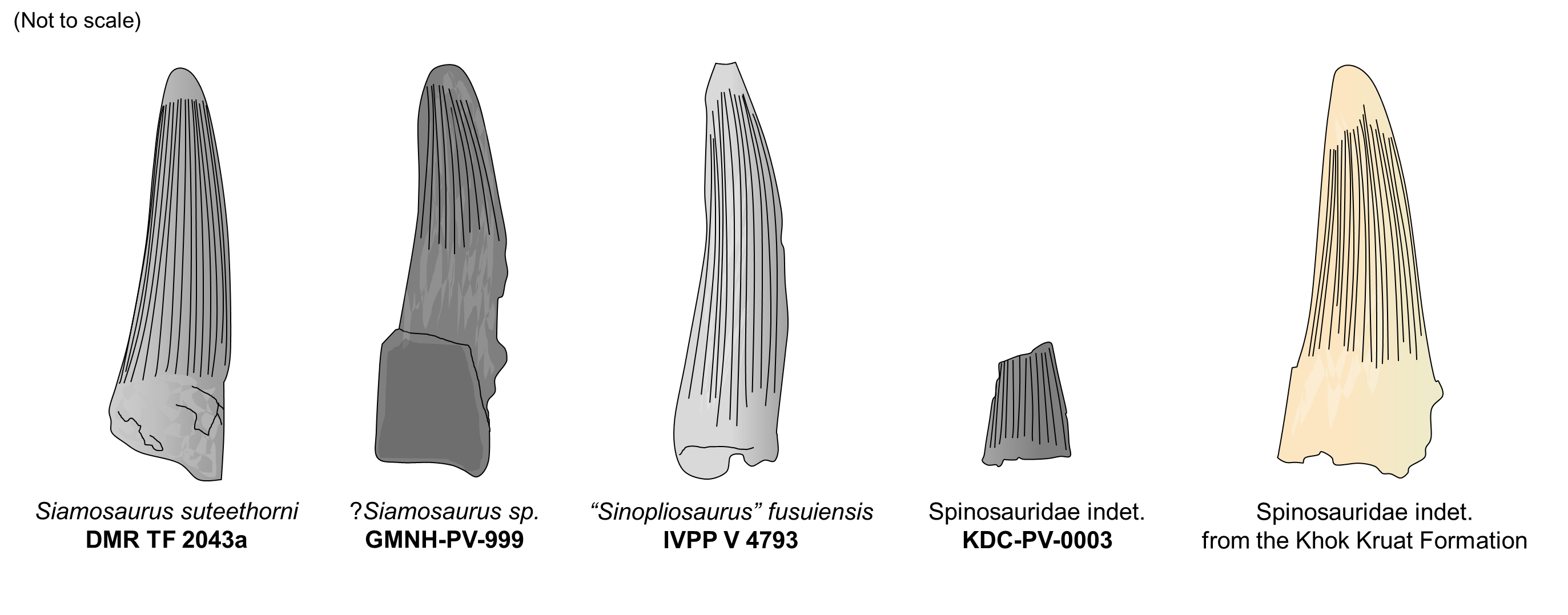
Dientes de especies asiáticas de espinosáuridos: Siamosaurus suteethorni, S. (¿?) sp., "Sinopliosaurus" fusuiensis y 2 spp. sin determinar.